# Дейнзе

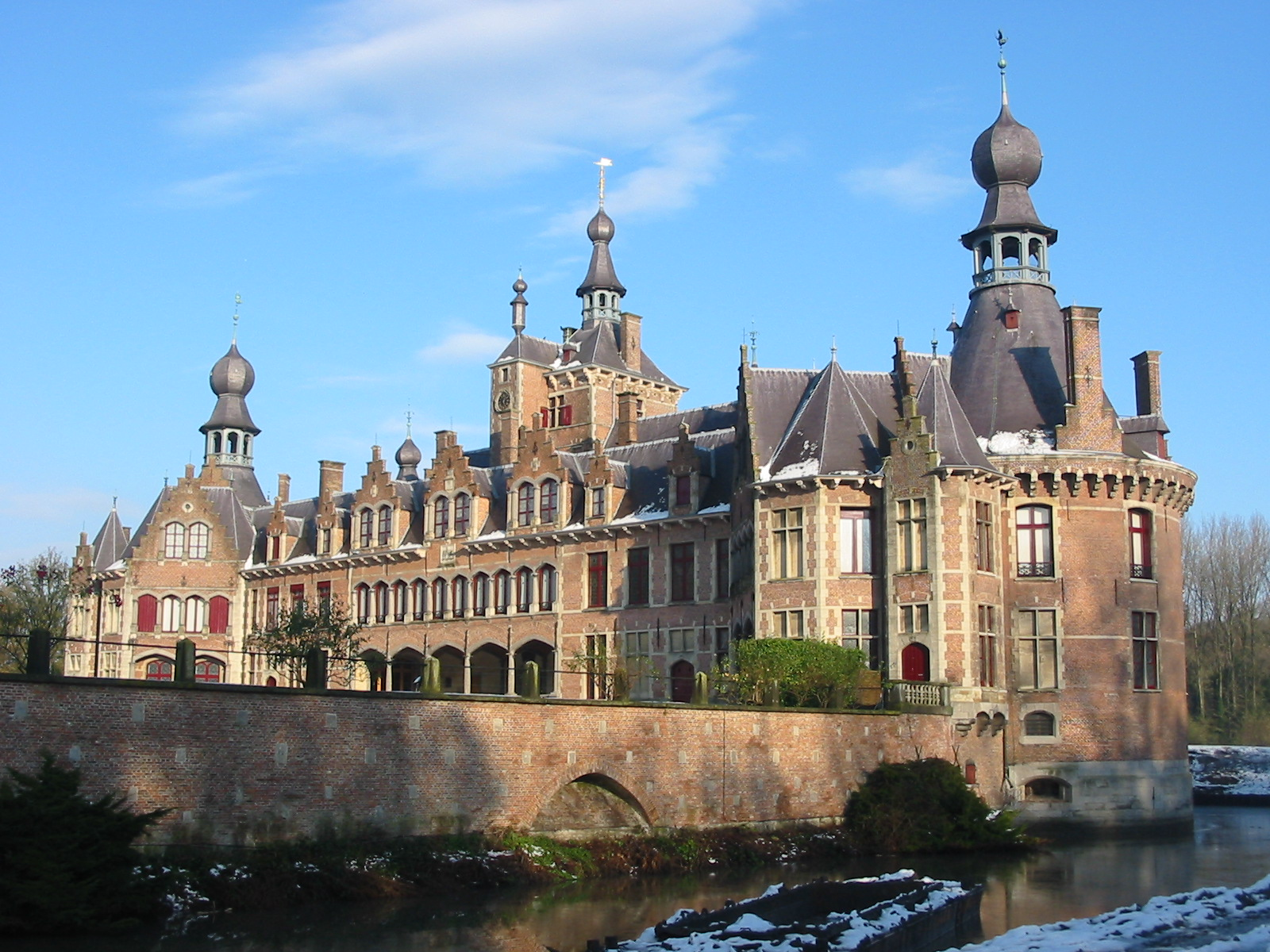
Замок Ойдонк

Дейнзе (нидерл. Deinze) — город в Бельгии.

## География и история
Город Дейнзе находится в центральной части Бельгии, в провинции Восточная Фландрия, округ Гент, в 20 километрах западнее города Гент, на реке Лейе Численность населения составляет около 29 тысяч человек (на 2008 год).
Впервые письменно упомянут в 890 году под названием Донза. В Средневековье здесь успешно развивалось производство льняных тканей и сохраняло своё значение вплоть до Новейшего времени. Важное значение в городской экономике играет проводимая здесь по средам оптовая торговля домашней птицей.

## Достопримечательности
Замок Ойдонк построен в 1595 году в испано-фламандском стиле на фундаменте находившейся здесь ранее крепости и является одним из наиболее интересных строений такого рода в Бельгии. В городе также достойна внимания готическая церковь Богородицы, построенная в XIII веке.

## Города-партнёры
- Райнбах